# Су Манк Кид
Су Манк Кид (енгл. Sue Monk Kidd, Силвестер, Џорџија, 12. август 1948) америчка је књижевница. Најпознатија је по романима Secret Life of Bees (Тајни живот пчела) и The Invention of Wings (Изум крила).

## Рани живот и образовање
Кид је рођенa у Силвестеру у држави Џорџија и похађалa је локалне школе. Дипломирала је на Тексашком хришћанском универзитету са дипломом медицинске сестре 1970. У двадесетим годинама радила је као регистрована медицинска сестра и као инструктор медицинских сестара на Медицинском колеџу у Џорџији.
У двадесетим годинама на њу су утицали списи Томаса Мертона да истражи свој унутрашњи живот.  У својим тридесетим годинама похађала је курсеве писања на универзитету Емори и Anderson College у Јужној Каролини, данас Универзитет Андерсон, као и студије на Sewanee, Bread Loaf и другим конференцијама за писце.

## Каријера
Почела је са писањем када је лични есеј који је написала за час писања објављен у Guideposts-у и поново штампан у Reader's Digest-у. Наставила је да ради као сарадник у Водичима.
Њене прве три књиге били су духовни мемоари који описују њена искуства у контемплативном хришћанству, а последња прича о њеном путу од традиционалног хришћанства до феминистичке теологије. God's Joyful Surprise: Finding Yourself Loved (Божје радосно изненађење: Пронаћи себе вољеним) (1988) усредсређено је на напуштање безизлазне потраге за савршенством и прихватање да се воли онаквог какав јесте. When the Heart Waits: Spiritual Direction for Life's Sacred Questions  (Кад срце чека: духовна режија за света  питања (1990) говори о њеној болној кризи средњих година. На крају, The Dance of the Dissident Daughter: A Woman's Journey from Christian Tradition to the Sacred Feminine (Плес кћери дисиденткиње: Женско путовање од хришћанске традиције до свете женствености) (1996), расправљао је о њеном сусрету са женском духовношћу.
Њен први роман The Secret Life of Bees (Тајни живот пчела) (2002) смештен је у време америчког покрета за грађанска права 1964. године  говори о белој девојци која бежи од куће да живи са женом која сада ради као независна пчеларка и медарица са многим својим сестрама. Роман је прилагођен као награђивана представа у Њујорку, а дебитовала је на Броадвеју у Атлантском позоришту. Роман је као истоимени филм адаптирао Fox Searchligh, у којем су глумиле Дакота Фанинг, Краљица Латифа, Џенифер Хадсон, Алиша Киз и Софи Оконедо. Филм Тајни живот пчела освојио је две награде People's Choice на 35. церемонији доделе награда, одневши кући награду за најбољу драму и најбољи независни филм.
Њен други роман, The Mermaid Chair (Сиренина столица) (2005), освојио је 2005. награду Куил за општу фикцију. Прича се односи на жену коју по повратку кући на острво на обали Јужне Каролине привлачи бенедиктински монах коме недостаје само неколико месеци да положи последње завете. Наслов се односи на столицу у његовом манастиру исклесану са сиренама посвећену женској светици за коју се каже да је била сирена пре обраћења и која је заштитница острва. Прилагођен је као истоимени филм из 2006. године. У филму су глумили Ким Бесинџер и Брус Гринвуд.
2006. године, Firstlight, збирка Кидових раних списа, објављена је у тврдом повезу у издању "Guideposts Books-а"; а 2007. године објавио га је у меким корицама "Penguin".
Након путовања са ћерком Ан Кид Тејлор по светим местима у Грчкој, Турској и Француској, Кид и Тејлор су кооаутори мемоара Traveling with Pomegranates: A Mother-Daughter Story (Путујући са наром: Прича мајке и ћерке). Објавио га је "Viking" 2009. године, појавио се на бројним листама бестселера, укључујући листу Њујор Тајмса, а објављен је на неколико језика.
Њен роман The Invention of Wings (Изум крила), из 2014. године смештен је у антебелум године и заснован је на животу Саре Мур Гримке, 19-ти век Аболитионист и пионир права жена. Роман је дебитовао на првом месту бестселер листе Њујор Тајмса, а касније је изабран за Oprah's Book Club 2.0. У априлу се Кид појавила у интервјуу са Опром у OWN-овој (Oprah Winfrey Network - U.S. TV channel) епизоди Super Soul Sunday.
Кидов роман The Book of Longings (Књига чежње) објављен је 21. априла 2020. Прича измишљену причу о Ани, образованој жени која се удаје за Исуса Христа. Њен некада привилеговани живот се увелико мења, а она често остаје сама када Исус започне своју службу. D. G. Martin то назива „обогаћујућим и изазовним штивом“.

## Лични живот
Кид је удата за Санфорд "Санди" Кида. Пар има двоје деце, Боба и Ан. Живела је у Чарлстон (Јужна Каролина) и Маунт Плезант (Јужна Каролина), Флорида, и тренутно живи у Северној Каролини.